# ヨハンナ・ヴォカレク
ヨハンナ・ヴォカレク（Johanna Wokalek、1975年3月3日 - ）は、ドイツの女優。

## 出演作品
- アイガー北壁（ルイーゼ・フェルトナー）
- バーダー・マインホフ 理想の果てに（グドルン・エンスリン）
- ヒランクル